# Pyranthus pauciflora
Pyranthus pauciflora är en ärtväxtart som först beskrevs av John Gilbert Baker, och fick sitt nu gällande namn av Du Puy och Jean-Noël Labat. Pyranthus pauciflora ingår i släktet Pyranthus och familjen ärtväxter. Inga underarter finns listade i Catalogue of Life.